# Ryszard Lacher
Ryszard Lacher (ur. 6 maja 1955 w Borysławiu) – polski rzemieślnik i przedsiębiorca, regionalny działacz polityczny, wicewojewoda dolnośląski (2003–2005). 

## Życiorys
W latach 1970–1975 uczęszczał do Technikum Poligraficznego i Technikum Chemicznego w Zespole Szkół Chemicznych we Wrocławiu. Od połowy lat 70. pracował jako technik poligraf w Wałbrzyskich Zakładach Graficznych (był m.in. mistrzem produkcji oraz wicekierownikiem wydziału). W 1978 otworzył własny zakład poligraficzny, następnie był związany z branżą samochodową, hotelarską, handlową i eksportowo-importową (m.in. współwłaściciel firmy „Spo-tech”). W latach 1986–1991 studiował prawo na Uniwersytecie Wrocławskim. 
Od 1979 do 1993 był działaczem Stronnictwa Demokratycznego, z ramienia którego bez powodzenia ubiegał się o mandat posła na Sejm w okręgu wałbrzyskim. W 2000 wstąpił do Unii Pracy, był członkiem jej Rady Krajowej oraz wiceprzewodniczącym struktur na Dolnym Śląsku. 
W został zatrudniony w charakterze dyrektora biura parlamentarnego senatora Mariana Lewickiego, był także asystentem politycznym wicewojewody dolnośląskiego Ignacego Bochenka oraz dyrektorem oddziału Dolnośląskiego Wojewódzkiego Urzędu Pracy w Wałbrzychu. Sprawował również funkcję sekretarza Rady Nadzorczej Towarzystwa Ubezpieczeń Wzajemnych „Cuprum” w Lubinie.
W 2003 został mianowany wicewojewodą dolnośląskim z ramienia Unii Pracy, urząd sprawował do jesieni 2005.